# Escarlata (nombre)
Escarlata es un nombre que proviene del Castellano que se usa para nombrar al tono de rojo Escarlata. Se popularizó como nombre de mujer gracias al personaje de Vivien Leigh, Escarlata O'Hara en la película Lo que el viento se llevó.

## Variantes en otros idiomas
| Equivalencias en otros idiomas |                     |          |                    |
| Idioma                         | Traducción          | Idioma   | Traducción         |
| Español                        | Escarlata           | Inglés   | Scarlett           |
| Alemán                         | Scharlach           | Francés  | Écarlate, Scarlett |
| Ruso                           | Скарлетт (Skarlett) | Italiano | Scarlatta          |
| Portugués                      | Scarlet             | Polaco   | Szkarłat           |